# Алексеев, Михаил Андреевич
Михаил Андреевич Алексеев (5 мая 1917, Баппагайинский наслег, Вилюйский улус, Якутская область — 18 сентября 1995, Якутск) — советский, якутский педагог. Народный учитель СССР (1982). 
Основатель первой в Якутии школы с углубленным изучением основ физики и математики, инициатор и вдохновитель физико-математического движения в республике, реформатор физико-математического образования, инноватор профильного обучения 1960-х годов.

## Биография
(по материалам А. И. Петровой, доктора педагогических наук, профессора ИМИ ЯГУ, заслуженного учителя РС(Я), научного руководителя республиканских «Алексеевских чтений»)
Родился 5 мая 1917 года в Баппагайинском наслеге Вилюйского улуса. В шесть лет остался круглым сиротой.
В 1936 году окончил Якутский педагогический техникум (ныне Якутский педагогический колледж им. С. Ф. Гоголева). Был назначен учителем математики и физики в Родчевскую семилетнюю школу Среднеколымского района Якутской АССР.
В 1939 году поступил на физико-математический факультет Рязанского государственного педагогического института. В том же году был призван в ряды Красной Армии.
Был избран секретарём комитета комсомола 20-го отдельного сапёрного батальона 99-й стрелковой дивизии. В июне—августе 1941 года в боях под Перемышлем раненым попал в плен (события описаны в газете «Правда» от 19 июня 1966 г. в статье «Первый контрудар»: о подвиге воинов 99-й стрелковой дивизии, отбивших у гитлеровцев и в течение недели удерживавших в своих руках город Перемышль). В 1942 году после побега из плена и возвращения был осуждён и приговорён к десяти годам заключения в исправительно-трудовом лагере. В 1956 году был полностью реабилитирован Военным трибуналом Северо-Кавказского военного округа.
В 1951—1955 годы — студент Якутского педагогического института. 
После окончания института и до 1958 года работал в Далырской средней школе Верхневилюйского района Якутской АССР, до 1960 — в Бердигестяхской средней школе Горного района. 
В 1960 году переехал в Верхневилюйск, стал работать в Верхневилюйской средней школе имени Исидора Барахова. В 1966 году его стараниями в школе были открыты специализированные физико-математические классы. В 1974 году Верхневилюйская средняя школа № 2 (ныне Республиканский лицей-интернат М. А. Алексеева) по Постановлению Министерства народного просвещения СССР от 12 сентября 1974 года получила статус республиканской школы с углубленным изучением основ физики и математики, где он и работал до 1985 года. 
Сын — Алексеев Михаил Михайлович.
Умер 18 сентября 1995 в	Якутске.

## Награды и звания
- Заслуженный учитель школы Якутской АССР (1964)
- Заслуженный учитель школы РСФСР (1972)
- Народный учитель СССР (1982)
- Орден Ленина
- Орден Трудового Красного Знамени
- Орден Отечественной войны 2-й степени (1985)[1]
- Государственная премия Республики Саха (Якутия) им. А. Е. Кулаковского (1992)
- Значок «Отличник просвещения СССР»
- Почётный гражданин Вилюйского улуса[2]